# Allard J2X-C
La Allard J2X-C è una vettura sport prototipo costruita dall'omonima casa automobilistica per gareggiare nel Campionato Mondiale Sportprototipi, nella 24 Ore di Le Mans e nell'IMSA GTP, negli anni 1992 e 1993.

## Storia
Concepita nel 1991, venne realizzata nel 1992 in base alle norme della nuova classe Sport 3,5 litri categoria Gruppo C, della quale facevano parte alcuni dei prototipi più raffinati e sofisticati quali la Jaguar XJR-14 e la Peugeot 905. Se questi ultimi quando vennero presentati nel 1991 segnarono un importante passo evolutivo rispetto ai prototipi passati, la Allard invece rappresentò un notevole salto in avanti di impostazione tecnica e aerodinamica.

## Tecnica
L'Allard J2X ha un'impostazione tecnica innovativa, il suo disegno non assomigliava a nulla realizzato fino ad allora in Gruppo C, si tratta di una sorta monoposto mascherata da prototipo, è caratterizzata, fra l'altro, da ruote carenate e completamente distinte del corpo della macchina .
Partendo dalla zona anteriore, ad un musetto leggermente rialzato segue un abitacolo dal volume ridotto nel quale un parabrezza a forma di mezza bolla comprende due finestrini che fungono da portiere, subito dopo si trova il vano motore, celato da un cofano che ricalca le pieghe e le forme del motore e delle sospensioni. Tra le ruote e il telaio, vi sono dei vistosi canali che permettono il passaggio dell'aria, le fiancate sono interrotte a metà, all'anteriore vi è un grande alettone, mentre dopo l'asse posteriore si eleva un enorme alettone biplano, il fondo vettura è scavato e ingloba due canali Venturi che generano effetto suolo. Queste soluzioni aerodinamiche così ardite fanno dell'Allard una delle vetture da competizione con il più alto carico aerodinamico di sempre, di poco inferiore alle cinque tonnellate .

## Motore
Il propulsore scelto per spingere questo prototipo, è lo stesso Ford DFR V8 che normalmente spinge la Benetton di Formula 1 del 1992, ha una cilindrata di 3.500 cm³ e sviluppa 580 CV per le gare endurance. Il cambio è semiautomatico a sei marce, il peso totale è di circa 860 kg.

## Risultati sportivi
Nonostante le interessanti soluzioni tecniche proposte, la macchina soffre di poco sviluppo, dovuto alle limitate risorse finanziarie a disposizione della squadra. Inoltre il progetto prende il via nel momento più nero della categoria, da lì a poco vi sarà la soppressione del Campionato Mondiale Sportprototipi, il telaio era predisposto per ospitare svariate motorizzazioni, ma i potenziali clienti alla fine non acquistarono i telai previsti.
Nel 1993 una vettura prende parte ai test di prequalifica della 24 Ore di Le Mans, ma risulta più lenta di alcune Gran Turismo, perciò non passa le selezioni e non potrà poi partecipare alla gara.
Nello stesso anno viene iscritta ad una gara IMSA al Circuito di Laguna Seca, dove termina al nono posto, resta questa l'unica gara ufficiale a cui ha preso parte la Allard J2X-C, un prototipo dal potenziale inespresso.